# Batalla de Sviatogirsk

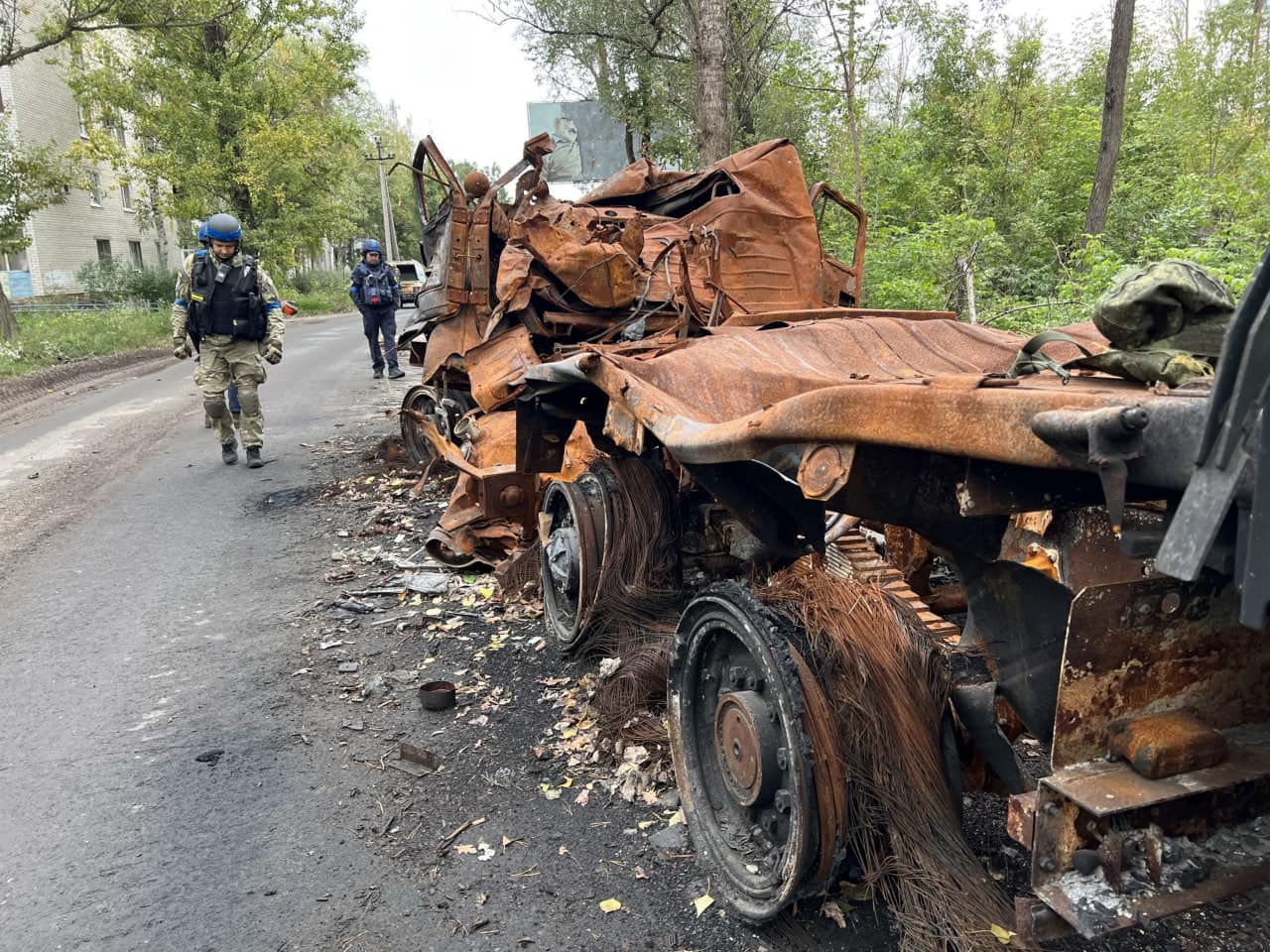
Corresponde durante la segunda batalla de Sviatogirsk, una imagen de material bélico ruso destruido.

La batalla de Sviatogirsk fue un enfrentamiento militar cerca de la ciudad de Sviatogirsk entre las Fuerzas Armadas de Ucrania y las Fuerzas Armadas de Rusia durante la batalla del Dombás en 2022.

## Antecedentes
Algunos ataques rusos contra Izium comenzaron a tener lugar a partir del 28 de febrero de 2022, con continuos ataques con cohetes por parte del ejército ruso a partir del 3 de marzo. Ocho civiles murieron el 3 de marzo, y el hospital central de la ciudad habría sufrido daños significativos. El 1 de abril, el ejército ucraniano confirmó que Izium estaba bajo control ruso. Al día siguiente, en una entrevista para Ukrinform, el vicealcalde de Izium, Volodymyr Matsokin, afirmó que el 80% de los edificios residenciales de la ciudad habían sido destruidos y que no había electricidad, calefacción o agua en la ciudad. Kremennaya fue la primera ciudad en caer durante la ofensiva de Dombás que fue anunciada por Rusia el 18 de abril. El gobernador del óblast de Lugansk, Serhiy Haidai, informó que 200 civiles murieron, pero podría haber habido más. Funcionarios ucranianos informaron el 25 de abril que las fuerzas rusas murieron en una explosión en el Ayuntamiento de Kremennaya por una explosión de gas. Las fuerzas rusas controlan la ciudad. Los combates continuaron durante toda la noche, con fuego de artillería pesada rodando por las calles. Las fuerzas rusas más tarde capturaron el ayuntamiento el 19 de abril.[cita requerida] Esa noche, Haidai informó que las tropas ucranianas restantes se retiraron, dando a las tropas rusas el control total de la ciudad. Para el 27 de mayo, la mayor parte de la ciudad de Limán quedó bajo control ruso.

## Batalla
El 30 de mayo de 2022, como resultado del bombardeo de la ciudad de Sviatogirsk, el Monasterio de Sviatogirsk fue dañado, dos monjes de este monasterio y una monja murieron, tres monjes resultaron heridos. En la noche del 30 de mayo, las Fuerzas Armadas de la Federación Rusa lanzaron un ataque terrestre mucho más masivo con feroces ataques de artillería contra la ciudad. Durante el día del 31 de mayo, las tropas de infantería de la Federación Rusa lanzaron un asalto a Sviatogirsk con el objetivo de rodear toda la ciudad y formar un caldero.
El 4 de junio, un incendio a gran escala estalló en los terrenos del Monasterio de Sviatogirsk, y las llamas envolvieron el santuario principal del monasterio; los ucranianos culparon a las fuerzas rusas por iniciar el fuego.
Durante los días 3 y 4 de junio, las huelgas se hicieron más intensas. El Ministerio de Defensa de la Federación de Rusia anunció el 6 de junio que había tomado el control total de la ciudad de Sviatogirsk y su monasterio. El 8 de junio, el ISW confirmó que las fuerzas rusas habían avanzado hacia la ciudad, pero reconoció que no estaba claro si sus fuerzas se habían apoderado por completo de Sviatogirsk. El 9 de junio, los medios de comunicación ucranianos afirmaron que las fuerzas rusas habían capturado una parte de la ciudad y que otra sección occidental todavía estaba bajo control ucraniano. Sin embargo, informes posteriores confirmaron que la ciudad había sido tomada por el ejército ruso.